# Kevin Hansen (siatkarz)
Kevin Hansen (ur. 19 marca 1982 w Newport Beach) – amerykański siatkarz, grający na pozycji rozgrywającego.
W 2006 roku zadebiutował reprezentacji USA, podczas Ligi Światowej. Od sezonu 2011/2012 występował w tureckim klubie Arkas Spor Izmir.

## Sukcesy klubowe
Puchar Challenge:
- 2008

Mistrzostwo Francji:
- 2008

Mistrzostwo Rosji:
- 2009

Mistrzostwo Turcji:
- 2013
- 2012

## Sukcesy reprezentacyjne
Puchar Panamerykański:
- 2006

Liga Światowa:
- 2008
- 2007

Igrzyska Panamerykańskie:
- 2007

Puchar Ameryki:
- 2007

Mistrzostwa Ameryki Północnej, Środkowej i Karaibów:
- 2007
- 2009, 2011

Igrzyska Olimpijskie:
- 2008